# Alto (Piemont)
Alto (piemontesisch und ligurisch Àuto, im lokalen Dialekt Ótu) ist eine Gemeinde mit 151 Einwohnern (Stand 31. Dezember 2023) in der italienischen Provinz Cuneo (CN) der Region Piemont.

## Lage und Einwohner
Das Gemeindegebiet umfasst eine Fläche von 7,46 km². Der Ort Alto, das einzige bewohnte Zentrum der Gemeinde, liegt auf einer Höhe von 650 Metern über Meeresspiegel auf einer natürlichen Terrasse mit Blick auf das mittlere und untere Tal, sehr dezentral vom Gemeindegebiet. Es besteht aus einem kleinen Kern zwischen dem Schloss und der ursprünglichen Pfarrkirche, der sich im Laufe der Zeit entlang der beiden Hauptrouten, der nach Albenga, der nach dem Arroscia-Tal und dem Piemont, ausdehnte.
Die Nachbargemeinden sind Aquila d’Arroscia (IM), Caprauna, Nasino (SV) und Ormea.

### Bevölkerungsentwicklung

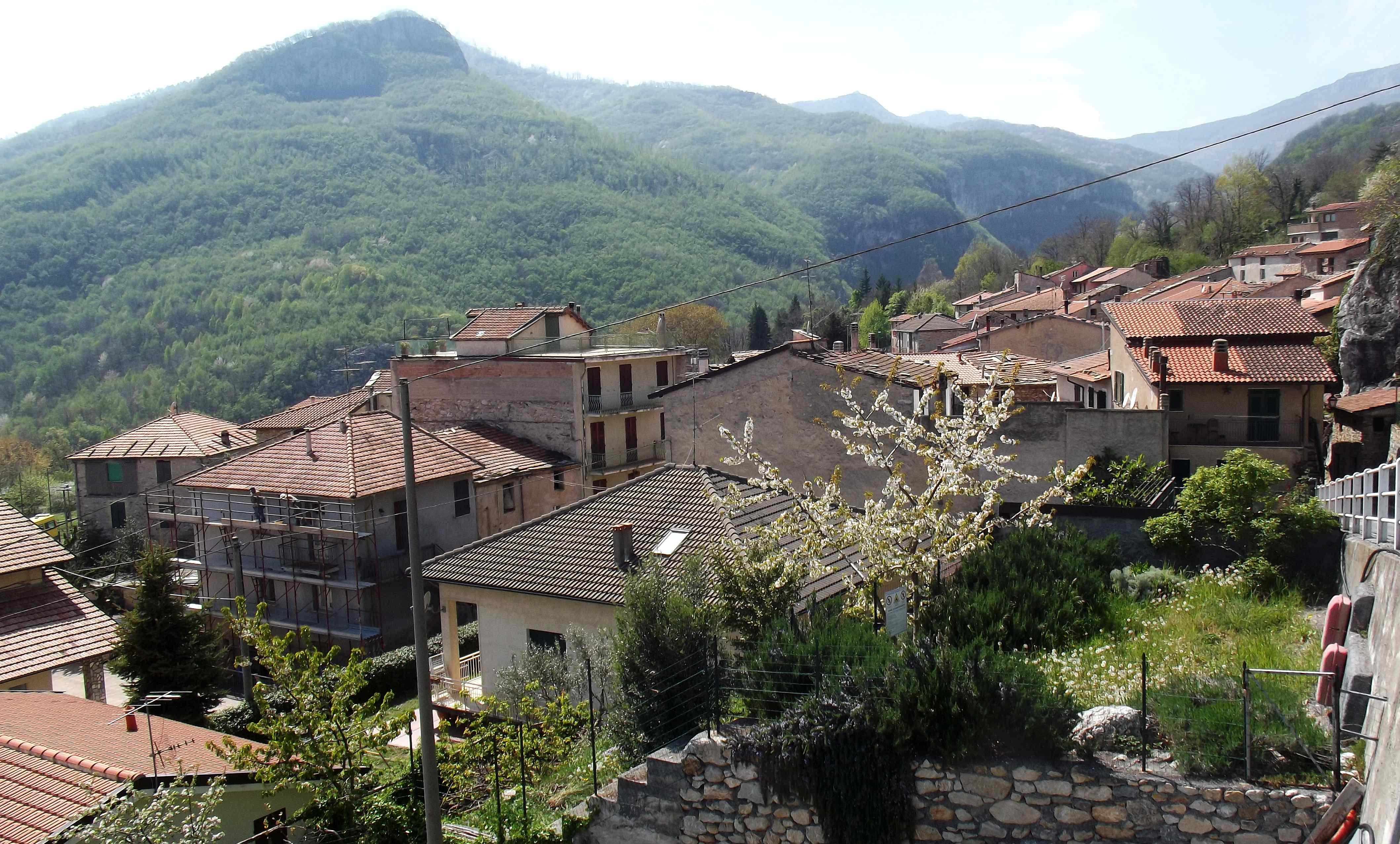